# 훌리오와 에밀리아
훌리오와 에밀리아(Bonsái)는 2011년 개봉한 칠레의 로맨스 영화이다. 2011년 칸 영화제 '주목할 만한 시선' 부문에서 첫 공개된 칠레 영화 '훌리오와 에밀리아'는 알레한드로 삼브라의 소설 'Bonsái'를 원작으로 크리스티안 히메네스 감독이 연출한 드라마다. 이 영화는 2012년 영국과 미국에서 개봉되었다.

## 줄거리
한 젊은 작가가 한 젊은 여성의 과거 연애 이야기를 들려주어 그녀의 관심을 끌고자 한다.

## 캐스팅
- 가브리엘라 아란치비아 - Bárbara
- 크리스토발 브리세노 - Hippie
- 나탈리아 길가니 - Emilia